# 虢州
虢州，隋朝时设置的州。
开皇三年（583年）改东义州置，治所在卢氏县（今河南省卢氏县）。大业初年废。唐朝武德元年（618年）复置，贞观中移治弘农县（宋改名虢略县，今河南省灵宝市）。天宝元年（742年）改为弘农郡，乾元元年（758年）复为虢州。辖境相当今河南省西部灵宝、栾川以西、伏牛山以北地。宋朝后略缩。元朝至元八年（1271年）废入陕州。产澄泥砚，唐代列为第一。 
| 唐朝虢州辖县 | 唐朝虢州辖县                                                                       |
| ------------ | ---------------------------------------------------------------------------------- |
| 618年        | 卢氏县、朱阳县、玉城县（增长水县）                                                 |
| 634年        | 卢氏县、朱阳县、玉城县（长水县改属谷州，增阌乡县、湖城县、弘农县，治所改为弘农县） |
| 639年        | 弘农县、卢氏县、朱阳县、玉城县、阌乡县、湖城县（增永乐县）                         |
| 661年        | 弘农县、卢氏县、玉城县、阌乡县、湖城县、永乐县（朱阳县改属商州）                   |
| 697年        | 弘农县、卢氏县、玉城县、阌乡县、湖城县、永乐县（增朱阳县）                         |
| 705年        | 弘农县（改为恒农县）、卢氏县、玉城县、阌乡县、湖城县、朱阳县（永乐县改属蒲州）     |
| 736年        | 恒农县（改为弘农县）、卢氏县、玉城县、阌乡县、湖城县、朱阳县                       |
| 760年        | 弘农县、卢氏县、玉城县、阌乡县、湖城县（改为天平县）、朱阳县                       |
| 769年        | 弘农县、卢氏县、玉城县、阌乡县、天平县（改为湖城县）、朱阳县                       |

## 刺史
| 唐朝虢州刺史 - 张士贵（621年） - 阿史那咄苾（630年，未任） - 李元晓（635年） - 李凤（636年—644年） - 李愔（644年—650年） - 高季通（651年） - 于立政（656年） - 唐同仁（显庆年间—661年） - 李明（664年—666年） - 史诃耽（666年） - 李明（669年） - 封道弘（唐高宗时） - 窦义节（唐高宗时） - 高敬言（唐高宗时） - 宋君明（唐高宗时） - 卢玢（武周时） - 韦承庆（圣历年间） - 姚珽（700年） - 薛元宗（武周时） - 杨思景（武周时） - 陈宪（武周末年） - 韦岳（唐中宗时） - 张少师（唐中宗、唐睿宗时） - 马怀素（开元初年） - 李守礼（714年—715年） - 李范（715年—716年） - 李邕（716年） - 李濬（716年—717年） - 李撝（717年—718年） - 李业（718年—720年） - 王琚（721年—722年） - 韩休（724年—725年） - 许景先（725年—726年） - 邬元崇（726年） - 萧（言歲）（开元年间） - 庞景劄（开元年间） - 屈突绍先（开元年间） - 萧恕（开元年间） - 张衮（开元年间） - 元瑰（开元年间） | - 王奇光（759年） - 李勉（763年） - 庞充（766年） - 李椅（767年—769年） - 宋晦（770年—774年） - 王冰（大历年间） - 卢杞（大历末年） - 李纾（780年—781年） - 李若初（建中年间） - 李坚（贞元初年） - 张式（793年） - 崔衍（794年—796年） - 于頔（796年） - 马锡（贞元年间） - 王颜（797年—801年） - 薛苹（802年—805年） - 元义方（806年—808年） - 王播（808年—809年） - 裴向（811年—811年） - 郑敬（811年—812年） - 刘伯刍（812年—815年） - 胡珦（元和年间） - 韦屺（元和年间） - 韦纁（816年） - 钱徽（817年—820年） - 萧祐（长庆年间） - 卢士玫（长庆年间） - 陆亘（825年—828年） - 杨归厚（830年—831年） - 王质（831年—833年） - 崔玄亮（833年） - 杨敬之（839年—840年） - 李景让（842年） - 张文规（会昌年间） - 李褒（会昌末年） - 庾简休（847年—850年） - 崔某（大中年间） - 柳仲郢（862年） - 薛廷望（咸通年间） - 袁郊（咸通年间） - 刘瞻（咸通末年—874年） - 崔某（乾符年间） - 满存（光启年间） - 张存（光启年间） - 陈义感 - 宋倚 - 李丹 |